# Миттельверк
Миттельверк (нем. Mittelwerke, буквально «средний завод») — самый крупный военный подземный секретный завод в горном массиве около города Нордхаузен. Предназначался для узловой сборки ракет и двигателей с последующими стендовыми и генеральными испытаниями. Его постройка началась в августе 1943 году для производства Фау-2 и турбореактивных двигателей BMW-03 и Jumo-004, используемых на истребителях и бомбардировщиках. Использовался в 1943—1945 годах. Фактическое серийное производство с января 1944 по март 1945. Было произведено 5946 ракет вместо заданных 13 500 штук. Основной причиной называется саботаж заключённых, работающих на производстве. Сотни людей были повешены и расстреляны за саботаж.

## История завода
С 1934 года на месте Миттельверк, в горе Конштайн (Коштайн) находился подземный склад горюче-смазочных материалов для вермахта.
Было принято решение расширить туннели до размеров завода. Рядом для нужд завода существовал концлагерь Бухенвальд, но потом были созданы более 40 собственных лагерей (например, Дора-Миттельбау).
Союзным войскам Миттельверк был известен с конца 1944 года как минимум. Было принято решение бомбить не сам завод, а логистические цели в непосредственной близи, чтобы затруднить сборку ракет. Американские войска прибыли в Миттельверк в апреле 1945 года. Они не встретили вооружённого сопротивления, так как основная часть заключённых была эвакуирована, а охрана разбегалась при подходе американцев. До прихода советских войск американцы вывезли почти всех инженеров и специалистов в Ворбис и Витценхаузен, в том числе Вернера фон Брауна и Вальтера Дорнбергера. Несколько десятков специалистов отказались от переезда, а американские офицеры, сверившись со своими списками, не настаивали. Но некоторых сопротивляющихся брали, не считаясь с их нежеланием. Американцы вывезли до прихода советских частей все полностью готовые ракеты, которых набралось более сотни. Советские специалисты смогли вывезти в СССР только крупные узлы и агрегаты, из которых можно было собрать 10-20 ракет и восстановить по ним уничтоженные на заводе чертежи. Эти материалы впоследствии стали основой для советского аналога Фау-2 — ракеты Р-1.